# فاهم أوسلاتي
فاهم أوسلاتي (من مواليد 14 أبريل 1986 في القبة، الجزائر العاصمة) هو لاعب كرة قدم جزائري يلعب حاليًا مع أولمبيك نوازي لو سيك في الدوري الفرنسي الدرجة الخامسة.

## مشواره الكروي
بعد موسم انفصال مع شباب بلوزداد في 2004/2005، تورط في نزاع انتقال بين ناديه وشبيبة القبايل بعد توقيع عقد مع كلا الناديين. أُعلن في النهاية لاعبًا لشبيبة القبايل ولكن تم إيقافه لمدة 6 أشهر من قبل الاتحاد الجزائري لكرة القدم. فشل في إحداث تأثير مع الفريق ووقع مع مولودية بجاية في عام 2007.
ولعب مع الجزائر على مستوى الناشئين، بما في ذلك ألعاب البحر الأبيض المتوسط 2005 في ألمرية بإسبانيا وألعاب التضامن الإسلامي 2005 في جدة بالمملكة العربية السعودية.

## إنجازات
- فاز بالرابطة الجزائرية المحترفة الأولى مرة مع شبيبة القبائل سنة 2006

## روابط خارجية
- الملف الشخصي DZFoot.com